# Aeroportul Ouango Fitini
Aeroportul Ouango Fitini (IATA: OFI, ICAO: DIOF) este un aeroport din Coasta de Fildeș.
Situat la o altitudine de 270 m, aeroportul dispune de o singură pistă.